# دویچه مسه
دویچه مسه (آلمانی: Deutsche Messe) شرکت بازرگانی آلمانی است، که در سال ۱۹۴۷ تأسیس شد.